# Jacky Ducarroz
Pour les articles homonymes, voir Ducarroz.
Jacques « Jacky » Ducarroz, né à Fribourg le 7 mai 1945, est un athlète suisse spécialiste du saut en longueur et du sprint. 

## Biographie
Il fut détenteur du record de Suisse du saut en longueur en 1970 et 1971 avec un bond de 7,63 m réalisé à Bruxelles le 28 juin 1970 et fut membre de l'équipe nationale suisse d'athlétisme. 
Une blessure l'obligea à abandonner définitivement le saut en longueur et rendit impossible une qualification pour les Jeux Olympiques de Munich (1972). Il se tourna alors vers le sprint avec un record personnel de 10 s 5 sur 100 m établi au Letzigrund de Zurich le 3 juin 1973.
De nationalité suisse mais habitant en Belgique, Jacky Ducarroz était affilié au Club de Mons, le MOHA, mais aussi au Sport Club Liestal en Suisse.
Il fut également entraîneur fédéral pour les sauts auprès de la Ligue Royale Belge d'Athlétisme de 1976 à 1980.